# The Meanest of Times
The Meanest of Times is het zesde studioalbum van de celticpunkband Dropkick Murphys. Het album werd uitgebracht op 18 september 2007 via Born & Bred Records, het nieuwe platenlabel van de band zelf.

## Nummers
Alle nummers zijn geschreven door Dropkick Murphys, behalve waar anders wordt aangegeven.
1. "Famous for Nothing" - 2:47
2. "God Willing" - 3:16
3. "The State of Massachusetts" - 3:52
4. "Tomorrow's Industry" - 2:19
5. "Echoes on "A." Street" - 3:17
6. "Vices and Virtues" - 2:11
7. "Surrender" - 3:15
8. "(F)lannigan's Ball" (volkslied/Dropkick Murphys) - 3:39
9. "I'll Begin Again" - 2:38
10. "Fairmount Hill" (volkslied/Dropkick Murphys) - 3:58
11. "Loyal to No One" - 2:25
12. "Shattered" - 2:47
13. "Rude Awakenings" - 3:23
14. "Johnny, I Hardly Knew Ya" (volkslied/Dropkick Murphys) - 3:54
15. "Never Forget" - 2:51